# Comté de Carlow
Pour les articles homonymes, voir Carlow.
Le comté de Carlow (en irlandais : Contae Cheatharlach) est une circonscription administrative de la république d’Irlande, situé au sud-est de l'Irlande dans la province du Leinster. Le comté porte le nom de sa ville la plus importante : Carlow.

D'une superficie de 896 km2, il est peuplé de 61 968 habitants en 2022. 

## Géographie

### Les villes du comté
- Ballon, Borris
- Carlow, Clonegal, Clonmore
- Hacketstown
- Leighlinbridge
- Bagenalstown, Myshall
- Nurney
- Rathvilly
- Tullow

### Comtés limitrophes
| Laois          | Kildare             | Wicklow         |
| Laois Kilkenny | comté de Carlow     | Wicklow Wexford |
| Kilkenny       | Kilkenny de Wexford | Wexford         |

## Histoire
La région de l'actuel Carlow est habitée depuis des milliers d'années et le comté n'est pas loin de posséder la plus grande concentration de monuments mégalithiques au km2 en Irlande. De nombreux menhirs, bullauns (pierres creusées souvent remplies d'eau) et cairns marquent le paysage. Carlow est surnommé le "comté des dolmens", en raison de leur abondance, dont le dolmen de Brownshill, réputé pour être le plus grand d'Europe. 
Les territoires claniques historiques du comté comprenaient Uí Drona (O'Ryan), Fothairt Feadh (O'Nolan), Uí Ceinnselaig (Kinsella), Dál Coirpri Cliach (Kerwick), Uí Bairrche Magh dá chonn (Kearney), Uí Felmeda Tuaidh (O'Garvey) et Uí Bairrch Maige hAilbe (O'Gorman). Comme le Carlow contenait à la fois le fleuve Barrow et la route Slighe Cualann (l'une des principales artères menant à Tara), le contrôle de la région était vital pour les prétentions de tout futur roi de Leinster, et la région a fait l'objet de nombreuses luttes. Au XIe siècle, la branche Mac Murchada de la dynastie Uí Ceinnselaig s'est fermement établie comme roi du Leinster. 

### Les baronnies historiques

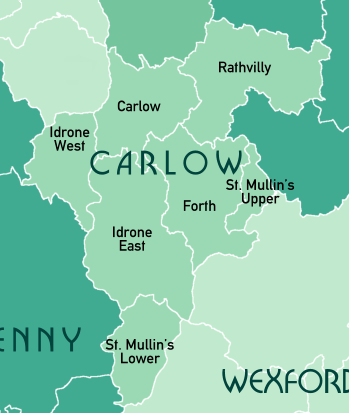
Les baronnies du comté de Carlow.

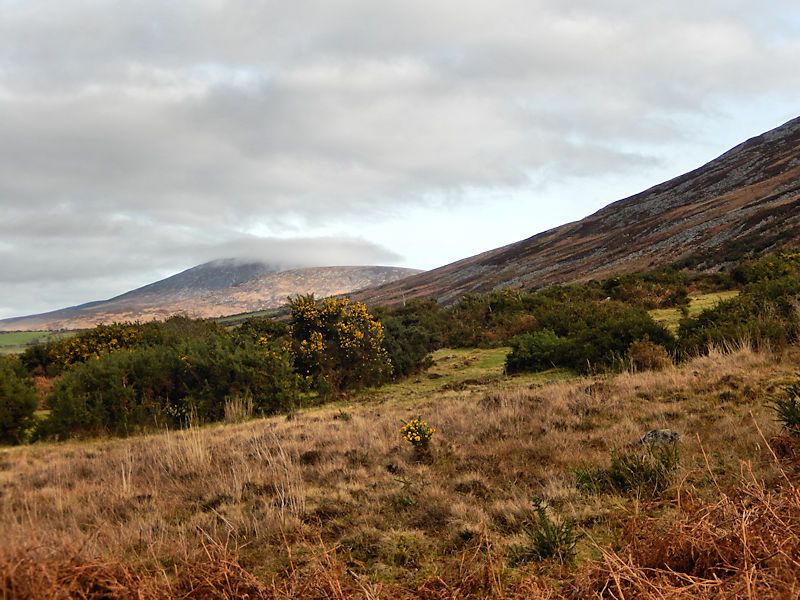
Colline et pâturage de landes, à l’est de Ballymurphy.

À la suite des clans, on dénombre sept baronnies (en) historiques (anciennes circonscriptions cadastrales) qui s'apparentent aux baronnies féodales (en) (cantreds). Un cantred était une subdivision d'un comté issu de la conquête normande d'une partie de l'Irlande. Paul MacCotter (University College Cork) a démontré l'existence de 151 cantreds et indiqué probablement 34 autres. Les cantreds ont été remplacés par des baronnies à partir du XVIe siècle.
- Carlow
- Forth
  - ou cantred de Fothered. Son chef-lieu était peut-être une ville médiévale disparue (XIIe siècle-?) à l'emplacement de la motte castrale de Castlemore (Castlemore Moat à l'ouest de Tullow)[3].
- Idrone East
  - Scission de l'ancienne baronnie féodale d'Odrone qui incluait également St Mullin's Lower et quelques terres dans le comté de Kilkenny[4].
- Idrone West
- Rathvilly
  - Ancien cantred d'Offelmet (Ofelmith) puis baronnie de Tullowphelim[5],[6]
- St Mullin's Lower
  - Intégralement dans l'ancien cantred d'Odrone[4]
- St Mullin's Upper

## Sites et monuments

### Préhistoire

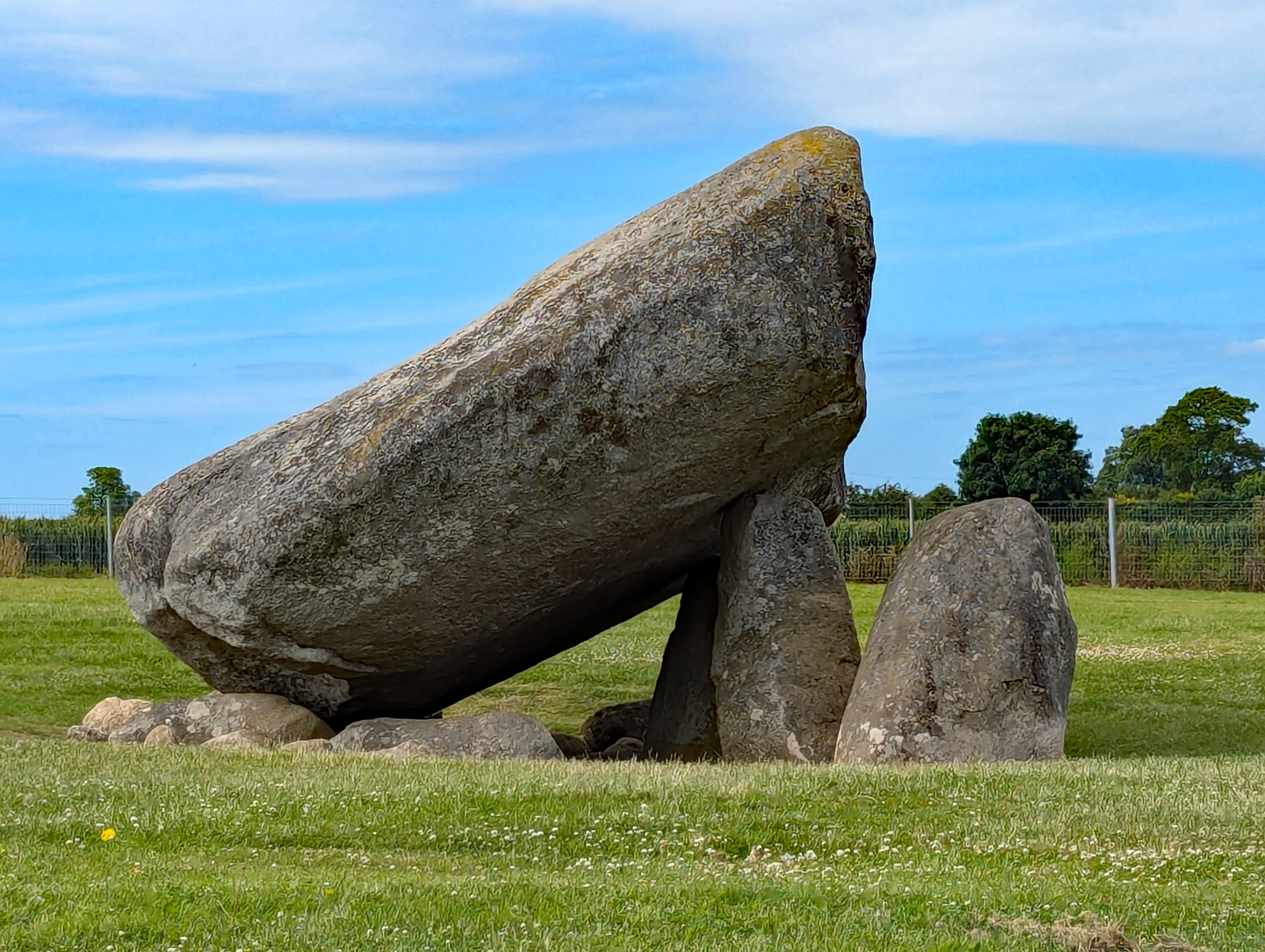
Le dolmen de Brownshill.

- Le dolmen de Brownshill, situé sur la route de Hacketstown (R726), possède une pierre couchée dont le poids est estimé à 100 tonnes et qui est réputée être la plus lourde d'Europe. La tombe est classée monument national. Le comté compte au moins 10 mégalithes, dont 7 dolmens. Carlow et Kilkenny comptent à eux deux 14 dolmens, dont beaucoup sont parmi les plus impressionnants d'Irlande

- Le musée du comté de Carlow conserve de nombreux objets datant du Néolithique, du Mésolithique et de l'âge du bronze découverts lors des fouilles effectuées en 2006 dans le cadre du projet de contournement de la ville de Carlow par la M9. Leur découverte à une distance importante de toute source d'eau a révélé que l'étendue des premiers établissements dans la région était plus vaste qu'on ne le pensait.

- De nombreuses pierres ogham subsistantes parsèment le paysage du comté. Les pierres utilisent l'inscription ogham pour enregistrer les noms de personnes, et étaient très probablement des monuments commémoratifs de la personne décédée. Les pierres sont généralement taillées dans un granit résistant aux intempéries, bien qu'elles ne soient pas à l'abri de la décomposition.

### Établissements religieux
- Des établissements paléochrétiens ont été fondés dans tout le comté de Carlow entre le Ve et le VIIe siècle. Un vaste site monastique se trouve à St Mullin's, à l'extrémité sud du comté. Un manuscrit du VIIIe siècle, le Livre de Mulling, contient un plan du monastère - le plus ancien plan connu d'un monastère irlandais - qui montre quatre croix à l'intérieur et huit croix à l'extérieur du mur circulaire du monastère.

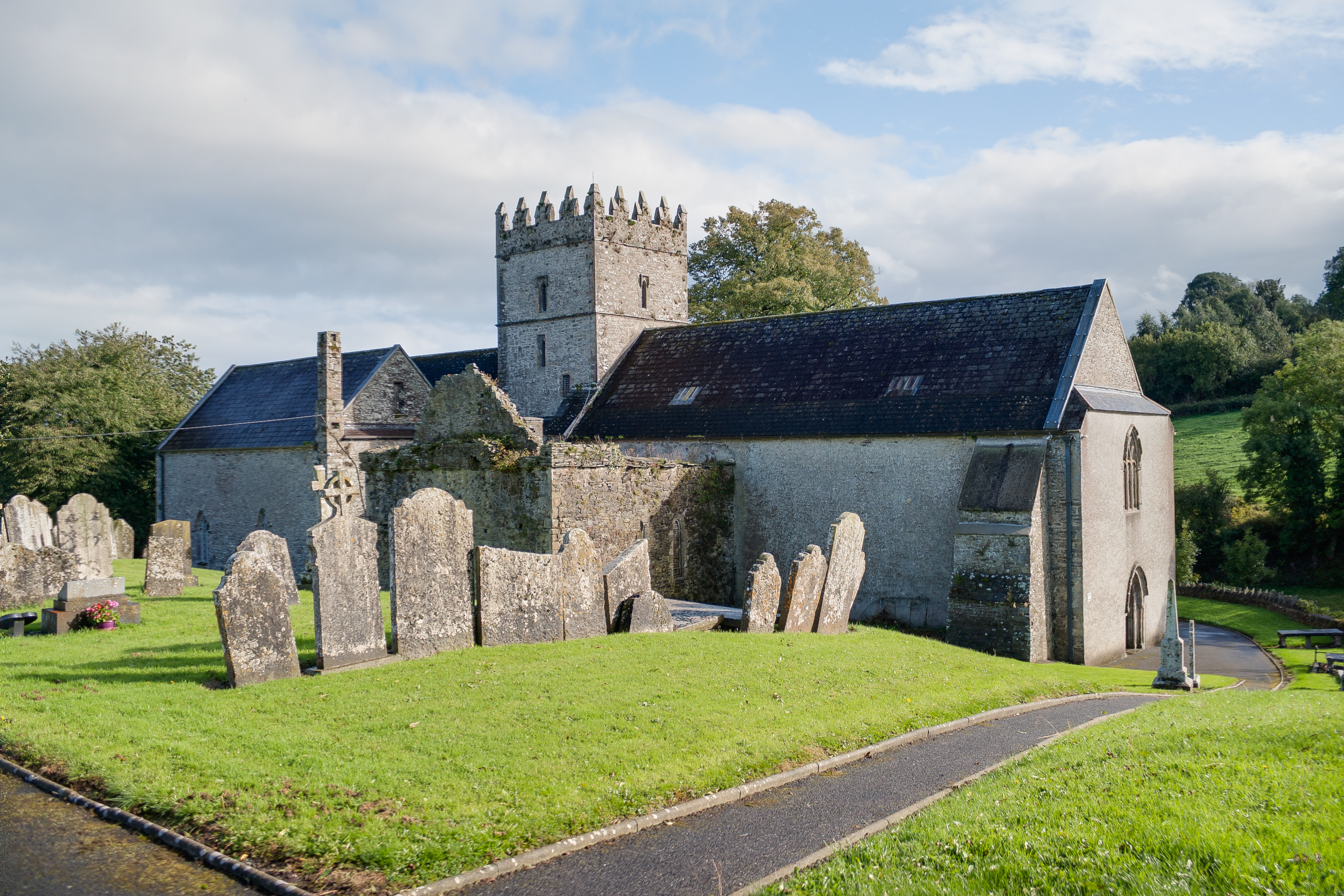
La cathédrale Saint-Lasérian à Old Leighlin.

- Old Leighlin était le site de l'un des plus grands établissements monastiques d'Irlande, fondé par saint Goban (en) au VIe siècle. L'abbaye principale a été détruite par un incendie en 1060 et remplacée au XIIe siècle par la cathédrale Saint-Lasérian. Autrefois église-cathédrale de l'ancien diocèse de Leighlin, elle est aujourd'hui l'une des six cathédrales du diocèse de Cashel et Ossory de l'Église d'Irlande.
- L'abbaye isolée de Clonmore a été fondée au VIe siècle par Aidan de Ferns. Désormais, il reste un cimetière important qui comprend des hautes croix, des pierres ogham, des bullauns et de nombreuses dalles funéraires.
- Un autre monastère a été fondé par Comgall de Bangor en 634 et se trouve dans la ville de Carlow. Les Normands ont construit une enceinte autour de la ville au XIIIe siècle. Le monastère, qui était alors en ruines, se trouvait juste à l'extérieur. Les cimetières subsistent aujourd'hui autour du château de Carlow (Castle Hill) et une nouvelle église a été construite sur le site en 1727, sous le nom de St. Mary. Une flèche de 59,5 m a été ajoutée en 1834, qui reste le plus haut bâtiment du comté.
- La cathédrale de l'Assomption, également à Carlow, a été construite dans un style néo-gothique au début des années 1800 et est l'église cathédrale du diocèse de Kildare et Leighlin. Elle s'enorgueillissait autrefois d'une chaire en bois ornementée et sculptée de 6 m de haut, qui est aujourd'hui exposée au musée du comté de Carlow.

### Châteaux
Les plus anciens châteaux connus dans le comté datent des premiers siècles de notre ère. Les deux formes les plus courantes des premières structures défensives étaient le ringfort et la motte castrale. 
Les mottes de Rathvilly, construites dans les années 400, furent la résidence de Crimthann mac Énnai, roi de Leinster. La ville tire son nom d'une forteresse historique inconnue, dérivée de l'irlandais Ráth Bhile, signifiant « forteresse des arbres ».

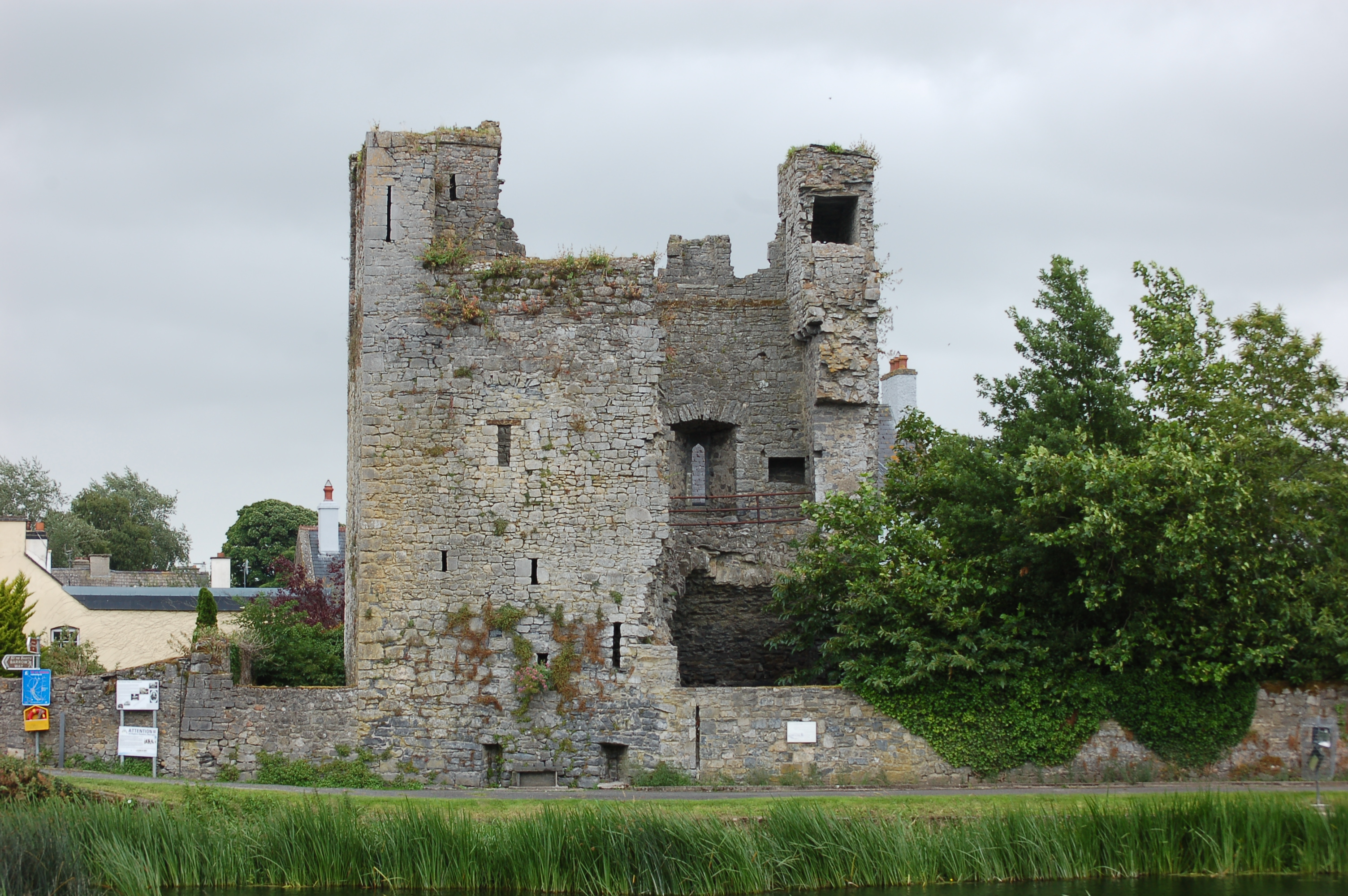
Vestige d'une maison-tour à Leighlinbridge.

L'arrivée des Normands est suivie par la construction généralisée de châteaux en pierre et de maisons-tours dans toute l'Irlande. Ces structures n'ont pas entièrement supplanté les formes antérieures de fortification, comme en témoigne la motte de Castlemore (près de Tullow), qui est un exemple de motte bien plus tardive. Elle a été construite par Raymond FitzGerald au XIIe siècle après sa conquête des terres des O'Nolan dans la baronnie de Forth.
Bien que les châteaux en pierre soient généralement de bien meilleure qualité, les royaumes irlandais les plus mobiles préféraient les structures en bois, qui pouvaient être facilement construites et abandonnées en cas de besoin. Dans les années 1370, le roi de Leinster, Art McMurrough-Kavanagh, résidait dans une grande forteresse en bois près d'Old Leighlin.
Pendant six siècles, le château de Carlow fut le plus ancien et le plus imposant château de pierre du comté. Construit entre 1207 et 1213, la ville de Carlow s'est développée autour de lui, et il constituait autrefois la pièce maîtresse de la ville médiévale fortifiée, avec ses quatre tours (dont deux subsistent). Le château a subi de nombreux sièges et conquêtes, et a changé de mains des dizaines de fois au cours de son histoire, tout en restant intact.
Parmi les autres châteaux et ruines de châteaux notables classés monuments nationaux, on peut citer le château de Leighlinbridge (XVe siècle), autour duquel s'est développée la ville, le château de Ballymoon, construit au XIIIe siècle près de Muine Bheag, et le château de Ballyloughan, qui a appartenu à la dynastie des Kavanagh jusqu'à la fin du XIXe siècle, et qui est devenu un des plus grands châteaux du Royaume-Uni.

### Demeures et domaines
Carlow a été l'épicentre de la période des domaines de la fin du XVIIIe siècle et du XIXe, et le comté comptait un plus grand nombre de maisons de campagne et de domaines par hectare que tout autre comté rural d'Irlande. Ces grandes maisons et leurs occupants ont dominé le paysage économique et politique jusqu'au tournant du XXe siècle. Vers la fin du XIXe siècle, la colère contre les rentes élevées et l'expulsion généralisée des métayers en Irlande ont entraîné la guerre agraire (1879-1882) et la formation de l'Irish National Land League (en) dirigée par Charles Stewart Parnell.
Alors que 300 grandes maisons ont été incendiées en Irlande pendant la période révolutionnaire, Carlow a été relativement épargné, ne perdant que trois grandes maisons entre 1919 et 1923, dont deux sont restées inoccupées. Éamon de Valera s'opposa à ces incendies et s'adressa à ses partisans devant les portes de Browne's Hill House (manoir géorgien à proximité de Carlow) en janvier 1923.

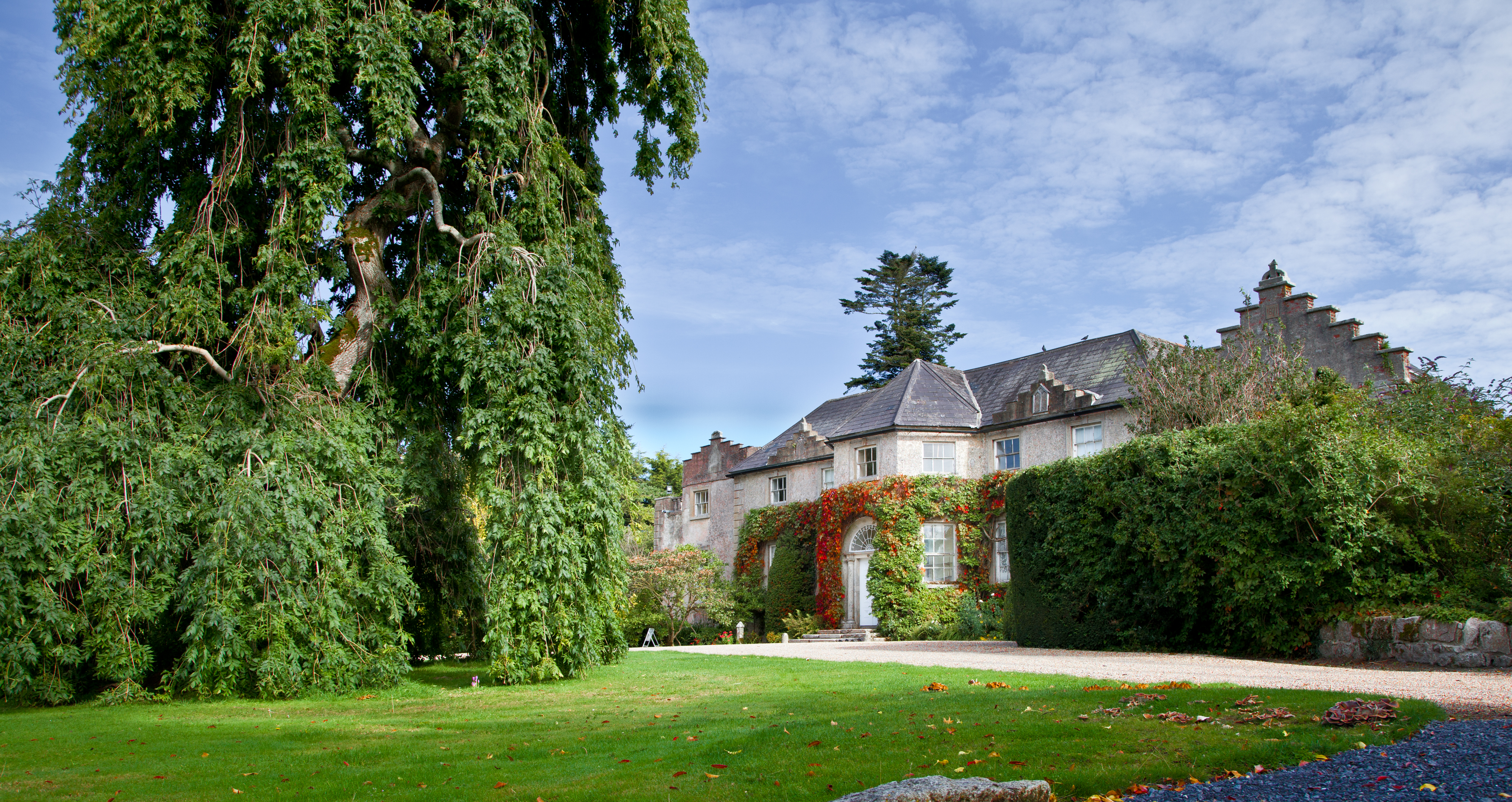
Altamont House and garden.

Certaines des grandes maisons les plus importantes sont actuellement la propriété du public, comme Altamont House, Oak Park et Duckett's Grove. Plusieurs grandes maisons historiques comme Borris House, Huntington Castle et Dunleckney Manor appartiennent à des propriétaires privés mais sont ouvertes aux visites et aux visiteurs à certaines périodes de l'année. La majorité des grandes maisons qui ont survécu dans le comté sont utilisées comme résidences privées ou comme hôtels, tandis qu'un petit nombre d'entre elles ont été abandonnées et sont à l'état de ruines.

### Espaces naturels

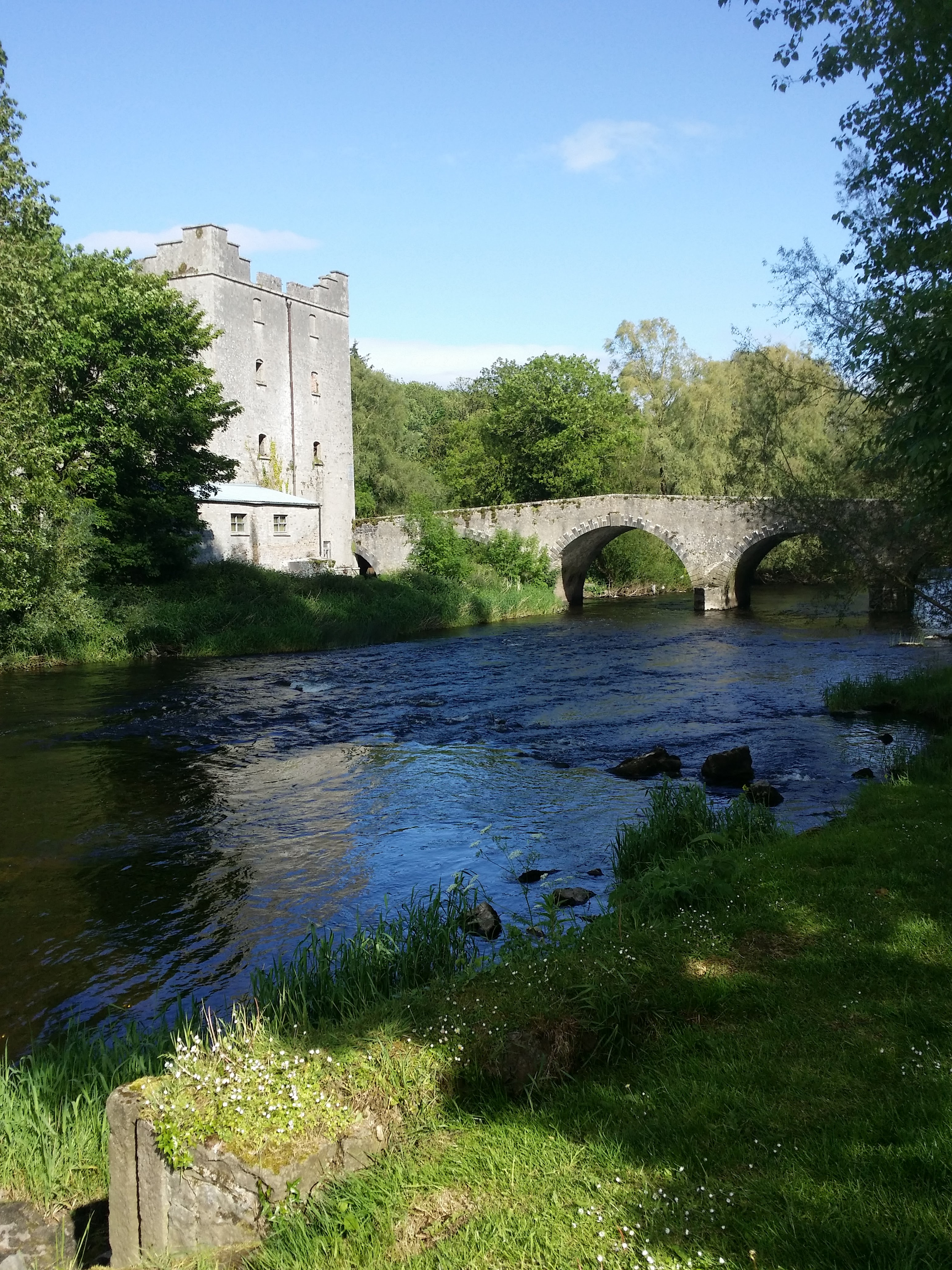
Milford Mills, moulin à eau du XVIIIe siècle utilisé ensuite comme centrale hydroélectrique, fleuve Barrow, Milford, près de Ballinabrannagh.

Le Carlow Garden Trail (sentier des jardins de Carlow) présente 21 jardins et des zones boisées d'anciens domaines situés dans le comté. Les jardins d'Altamont House, de style inspiré par William Robinson (1838–1935) de la Linnean Society of London, sont souvent considérés comme « joyaux de la couronne horticole irlandaise »
Plusieurs sentiers longue distance traversent le comté. Le principal, le Wicklow Way, se termine à Clonegal, dans le nord-est de Carlow, après avoir traversé les montagnes de Wicklow sur 131 kilomètres. Le Barrow Way suit le cours du fleuve Barrow sur 100 kilomètres, de Robertstown, dans le comté de Kildare, à St Mullin's. Le South Leinster Way commence au pied du mont Leinster près de Kildavin et s'étend sur 104 kilomètres avant de rejoindre le fleuve Suir à Carrick-on-Suir dans le comté de Tipperary.
Les monts Blackstairs sont une zone spéciale de conservation (ZSC) du réseau Natura 2000, et contiennent une gamme variée d'habitats protégés par la législation irlandaise et européenne. Ces habitats vont des zones forestières denses aux landes ouvertes et aux tourbières de couverture.
D'autres caractéristiques concernant la faune et la flore de Carlow ont été identifiés comme zones naturelles de patrimoine protégés (Natural Heritage Area), notamment Baggot's Wood, John's Hill, Ardristan Fen, Ballymoon Esker, la vallée du fleuve Slaney et Cloghristick Wood.